# Kateríni
Kateríni (grec moderne : Κατερίνη) est une ville de Macédoine-Centrale, chef-lieu du district régional de Piérie et du dème (municipalité) de Kateríni.

## Géographie
Kateríni est située dans la plaine de Piérie entre le Mont Olympe et le golfe Thermaïque à 14 m d'altitude. Elle compte 56 576 habitants. Thessalonique, la seconde plus grande ville de Grèce après Athènes, est toute proche. Le dynamisme de cette grande métropole a eu des retombées positives sur Kateríni.
La proximité de la mer située à 6 km, du mont Olympe à 19 km et de nombreux sites archéologiques donnent un attrait touristique à la ville. L'été, Kateríni attire de nombreux touristes Serbes, Bulgares et Macédoslaves sans aucune tension.

## Subdivisions administratives
La commune de Kateríni est subdivisée en 6 unités municipales, chacune étant divisée en communautés municipales,,,,,.
| Dème de Kateríni                                                                                | Dème de Kateríni                                                   | Dème de Kateríni                                                         |
| Unités municipales                                                                              | Unités municipales                                                 | Unités municipales                                                       |
| Elafína                                                                                         | Kateríni                                                           | Korinós                                                                  |
| ----------------------------------------------------------------------------------------------- | ------------------------------------------------------------------ | ------------------------------------------------------------------------ |
| Communautés municipales                                                                         | Communautés municipales                                            | Communautés municipales                                                  |
| - Aronás - Élafos - Exochí - Katalónia - Lagórrachi - Moschopótamos - Paleó Keramídi - Trílofos | - Áno Ágios Ioánnis - Ganóchora - Kateríni - Neokesária - Svorónos | - Káto Ágios Ioánnis - Korinós - Koúkos - Néa Trapezoúnda (en) - Sevastí |
| Paralía                                                                                         | Pétra                                                              | Piérii                                                                   |
| Communautés municipales                                                                         | Communautés municipales                                            | Communautés municipales                                                  |
| - Kallithéa - Paralía - Perístasi                                                               | - Ágios Dimítrios - Fotiná - Lófos - Áno Miliá - Moschochóri       | - Elatochóri - Ritíni - Vría                                             |

## Population
| 1913  | 1920  | 1928   | 1940   | 1951   |
| ----- | ----- | ------ | ------ | ------ |
| 7 393 | 6 540 | 10 138 | 16 938 | 24 605 |

| 1961   | 1971   | 1981   | 1991   | 2001   |
| ------ | ------ | ------ | ------ | ------ |
| 28 046 | 29 046 | 38 404 | 42 381 | 53 418 |

| 2011   | 2021   | - | - | - |
| ------ | ------ | - | - | - |
| 58 309 | 59 189 | - | - | - |

## Étymologie
Le toponyme Kateríni est tiré du nom de Catherine d'Alexandrie (Agía Ekateríni), une martyre orthodoxe du IVe siècle.

## Histoire
De l'Antiquité, Kateríni a hérité des sites d'occupation datant de la période mycénienne et le site archéologique de la cité de Dion, datant de la période classique. Du moyen âge, elle a hérité une nécropole byzantine et le château de Platamon construit par les Croisés au XIIIe siècle, mais pris par les Ottomans au XIVe siècle.
Lors des échanges de population obligatoires institués par le Traité de Lausanne (1923), Kateríni a accueilli de nombreux réfugiés grecs chassés d'Asie mineure. Sous l'occupation de la Grèce pendant la Seconde Guerre mondiale et dans la guerre civile grecque qui a suivi, la ville a été le théâtre de violents combats entre d'un côté la résistance communiste, et de l'autre côté la Wehrmacht, puis les troupes loyalistes et royalistes.

## Transports

### Liaisons routières
Katerini est desservie par l'autoroute A1 et la route nationale EO1  qui vont du nord au sud, d'Évzoni à Athènes. 
La route nationale EO13 assure la liaison entre Katerini et Elassona. 
Des lignes de bus interurbains relient Katerini directement à Athènes, Thessalonique, Elassona et  Alexandreia.
Il existe également des lignes de bus internationales privées qui relient Katerini à plusieurs villes d'Albanie et de Bulgarie.

### Transport ferroviaire
La gare de Katerini (en) est située juste à proximité du centre-ville. 
La ligne principale du réseau ferroviaire grec qui relie Athènes à Thessalonique passe par Katerini.
En conséquence, la ville est reliée directement à Larissa et à Thessalonique par les trains de banlieue de Thessalonique,. 
Katerini est également reliée à Athènes et à toutes les gares intermédiaires par des lignes de train Intercity.

## Jumelage
| Ville | Ville    | Pays | Pays      |
| ----- | -------- | ---- | --------- |
|       | Brăila   |      | Roumanie  |
|       | Maintal  |      | Allemagne |
|       | Moosburg |      | Autriche  |
|       | Sourgout |      | Russie    |
|       | Čačak    |      | Serbie    |

## Galerie

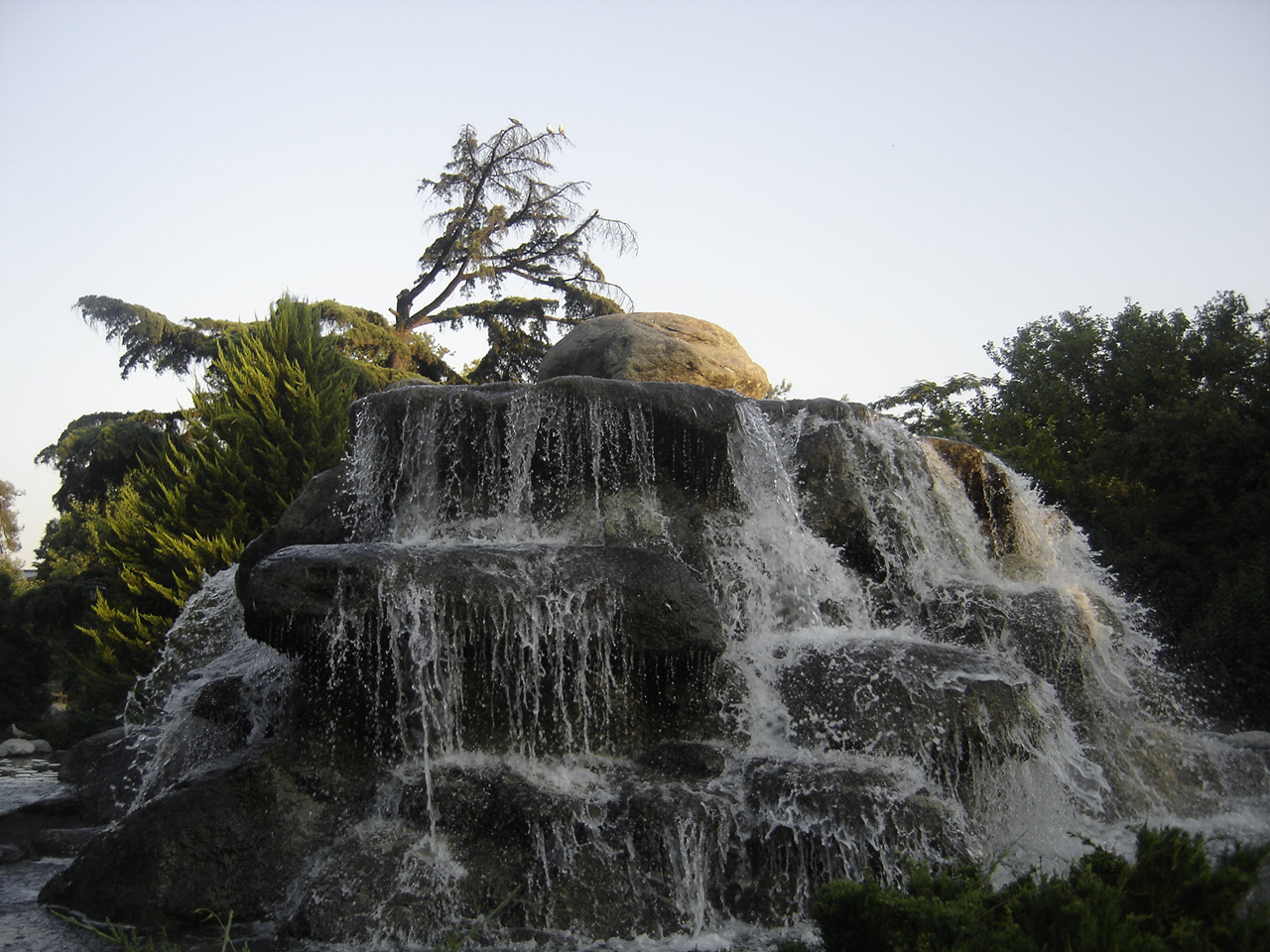
Vue du parc.
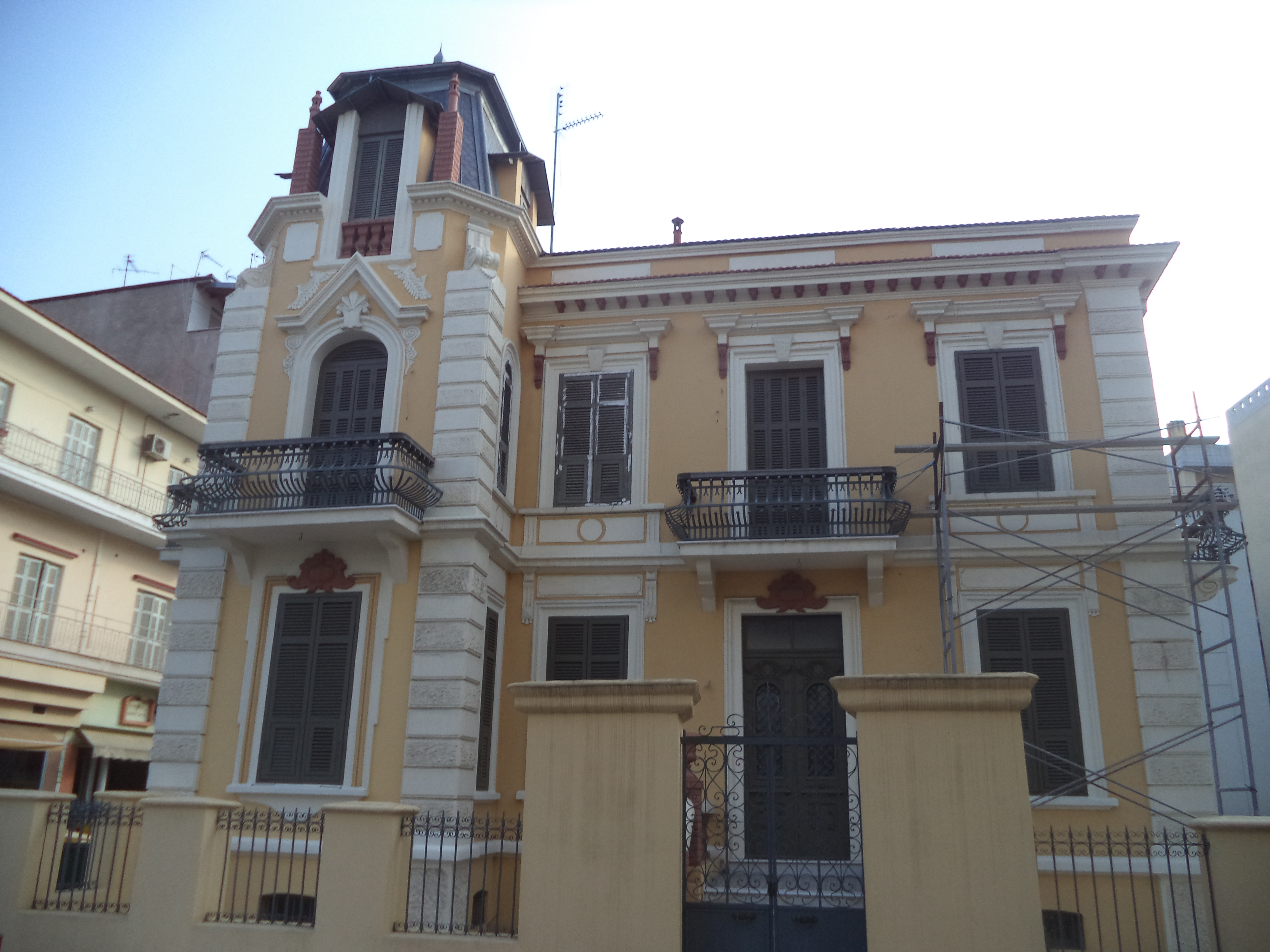
Villa Tsalopoulos.
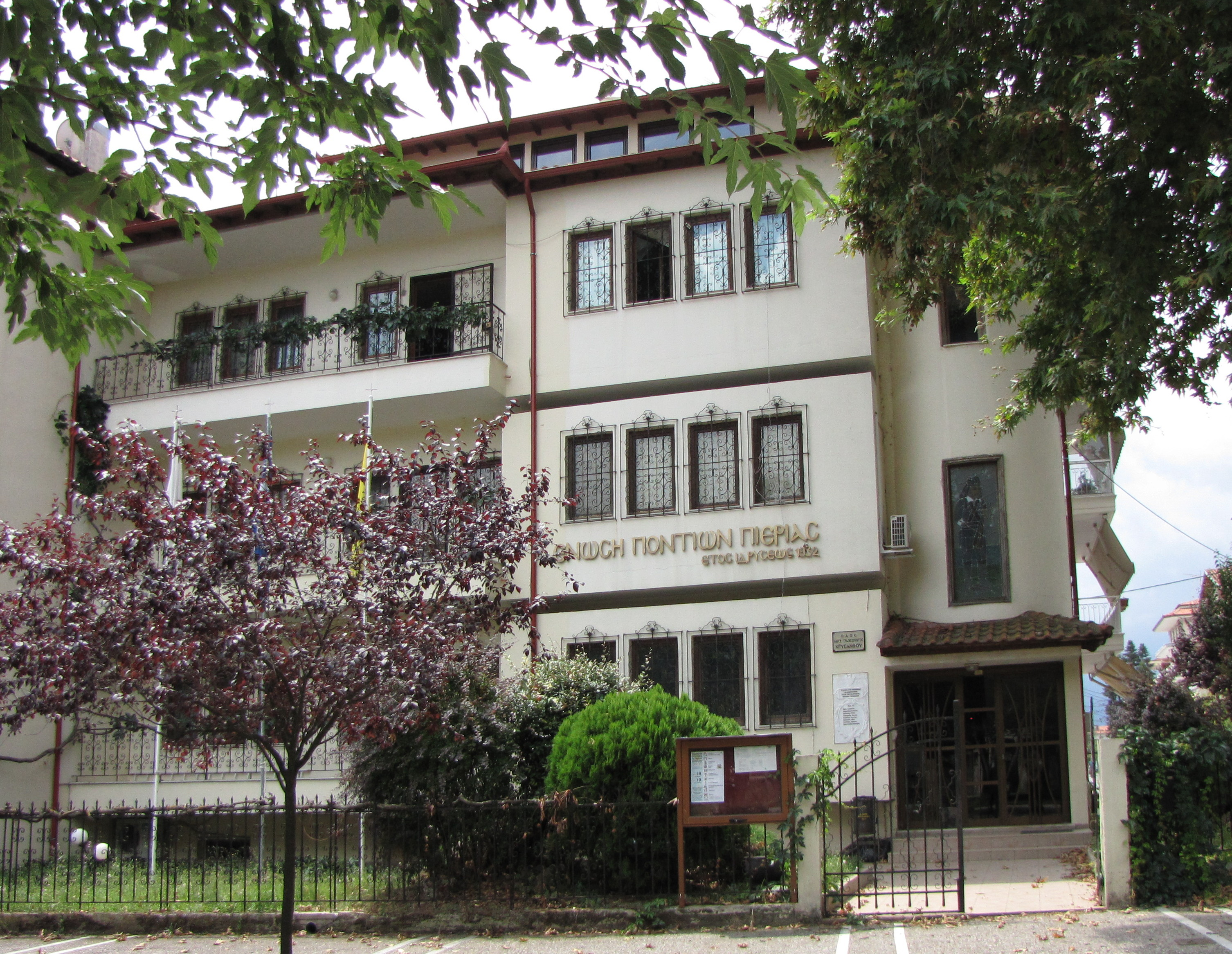
Association des Micrasiates Pontiques de Piérie.

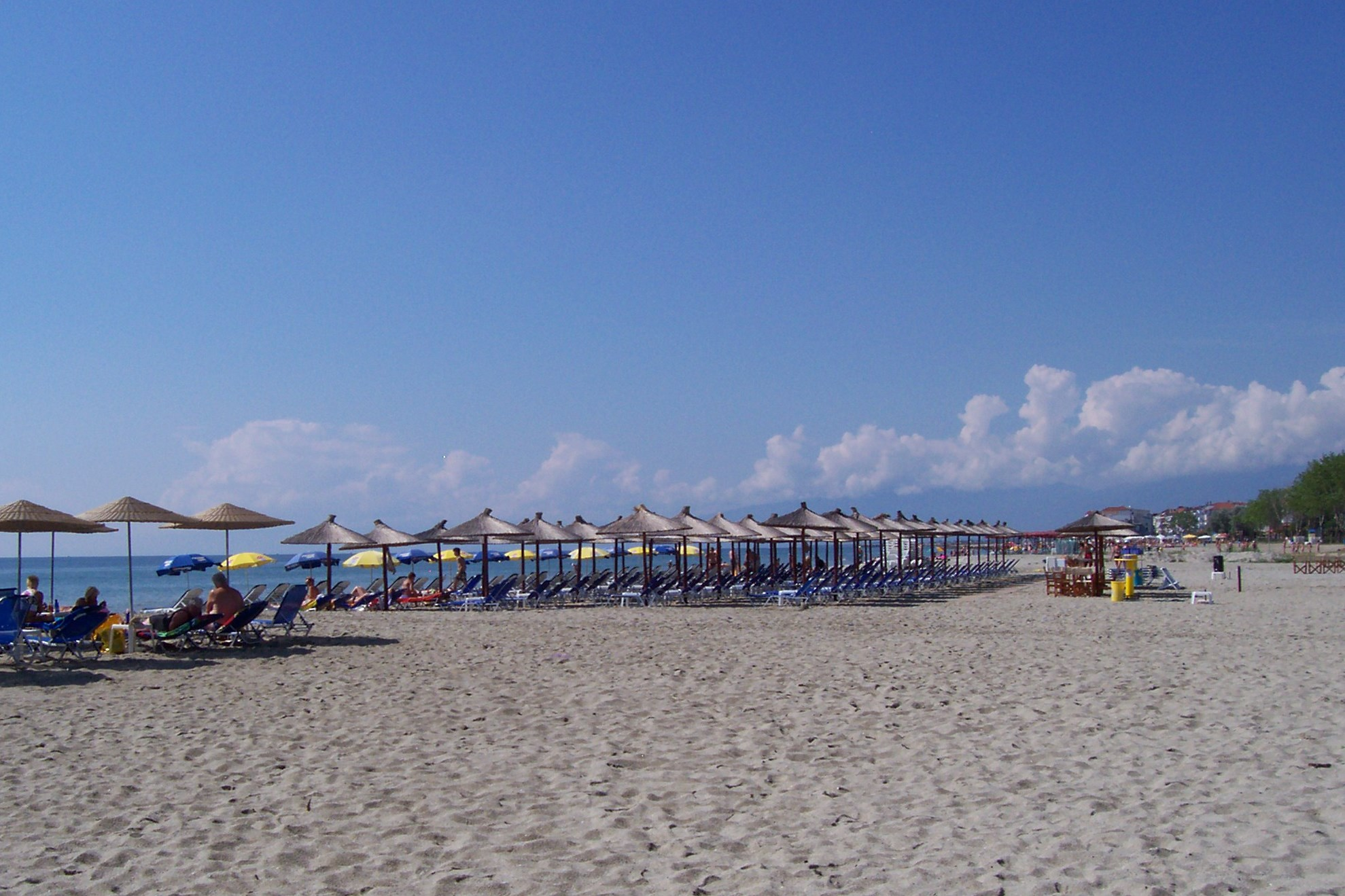
La plage.
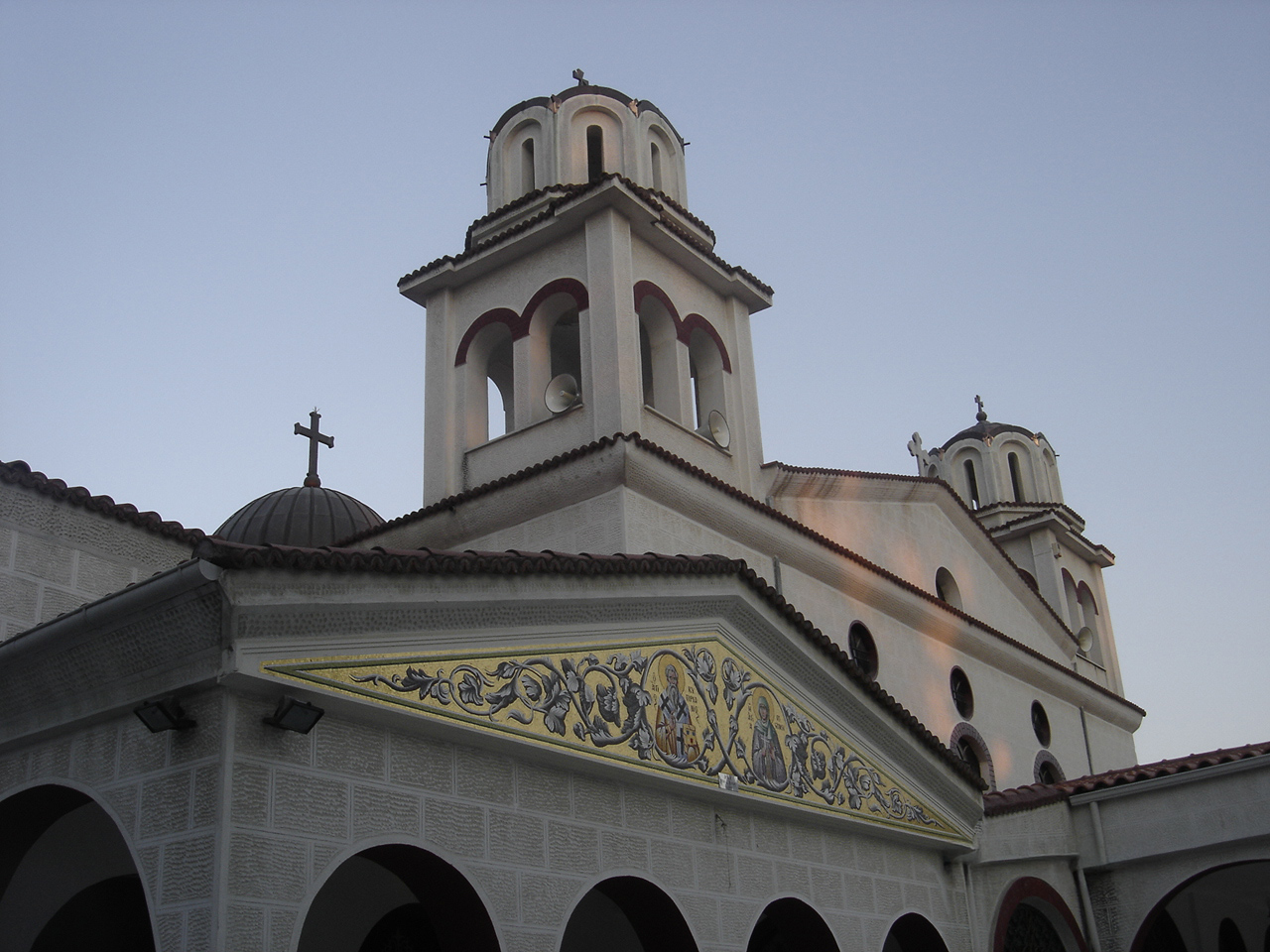
Église orthodoxe de la Sainte-Trinité.
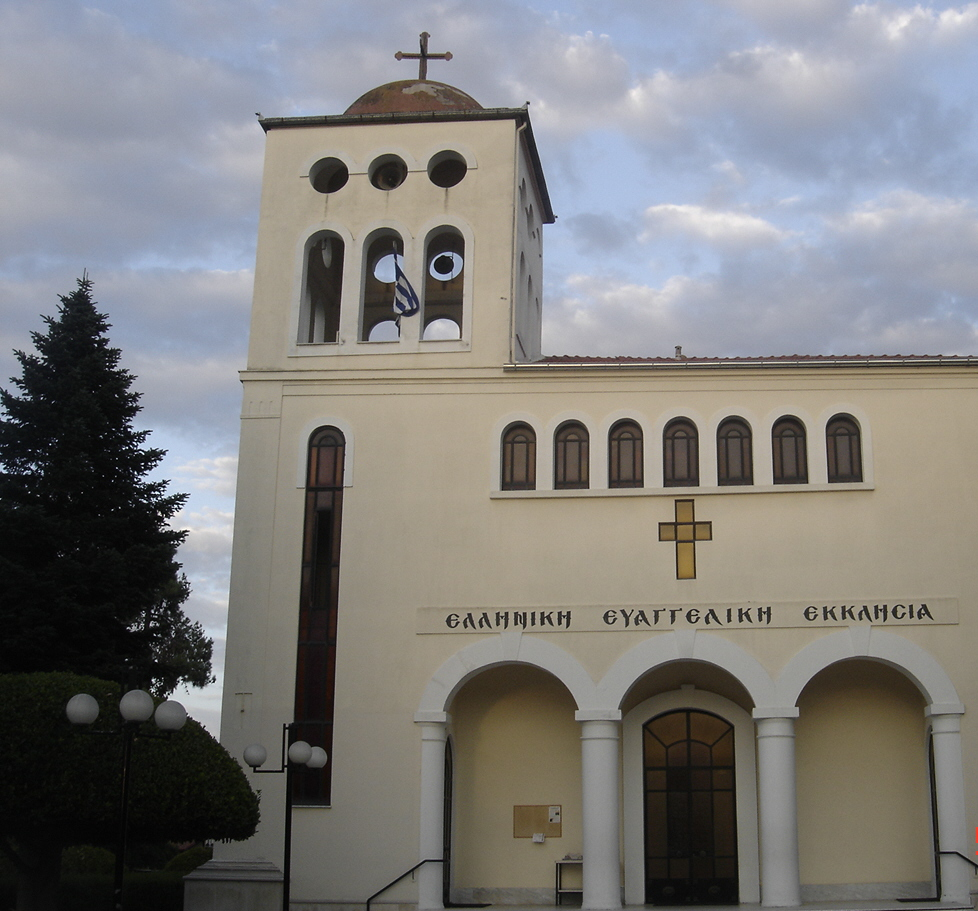
Église évangélique.